# Mudan Jiedao
Mudan Jiedao (kinesiska: 牡丹街道, 牡丹) är en socken i Kina. Den ligger i provinsen Shandong, i den östra delen av landet, omkring 200 kilometer sydväst om provinshuvudstaden Jinan. Antalet invånare är 61 065. Befolkningen består av 30 203 kvinnor och 30 862 män. Barn under 15 år utgör 19,0 %, vuxna 15-64 år 72 %, och äldre över 65 år 8,0 %.
Genomsnittlig årsnederbörd är 726 millimeter. Den regnigaste månaden är juli, med i genomsnitt 208 mm nederbörd, och den torraste är januari, med 4 mm nederbörd.